# Rocca Cigliè
Rocca Cigliè är en ort och kommun i provinsen Cuneo i regionen Piemonte i Italien. Kommunen hade 134 invånare (2018).